# Mercedes-Benz M 104
|                             | Mercedes-Benz                                                                                            |
|                             | |
| Mercedes M104, hier AMG 3.6 | |
| M 104                       | |
| Hersteller:                 | Mercedes-Benz                                                                                            |
| Produktionszeitraum:        | 1989–1997                                                                                                |
| Bauform:                    | Sechszylinder-Reihenmotor                                                                                |
| Hubraum:                    | 2,8 Liter (2799 cm³) 3,0 Liter (2962 cm³) 3,2 Liter (3199 cm³) 3,4 Liter (3314 cm³) 3,6 Liter (3598 cm³) |
| Vorgängermodell:            | M 103 |
| Nachfolgemodell:            | M 112 |

Der M 104 ist ein Sechszylinder-Reihenmotor von Daimler-Benz mit 2,8 bis 3,6 Litern Hubraum. Der Ottomotor ging 1989 zunächst noch mit KE-Jetronik als Nachfolger des M 103 (2,6 bzw. 3 Liter) in Produktion und unterscheidet sich von diesem im Wesentlichen durch einen neuen Zylinderkopf mit Vierventiltechnik (24V). Der M 104 wurde in den PKW-Baureihen 124 und 210 (E-Klasse), 140 (S-Klasse), R 129 (SL-Klasse) und 202 (C-Klasse) verwendet.
In gewissen Modellen (W 124 4MATIC und SL R 129) wurde der M 103 weiterentwickelt und nur mit einer M 104 Motornummer versehen, man erkennt den Unterschied an der im Motorblock eingegossenen Ersatzteilnr.: 103 011 10 01.
Der Sechszylinder-V-Motor M 112 löste 1997 den M 104 ab. Bis zur Einführung des neuen M 256 im Jahr 2017 war kein Sechszylinder-Ottomotor in Reihenbauweise im Daimler-Motorenprogramm zu finden.
Die 3,0-Liter-Version wurde zunächst von der Motorpresse nicht positiv angenommen.
Der Motor verfügt zwar über hervorragende Laufruhe, bietet jedoch bis ca. 4500 1/min keine spürbare Mehrleistung im Vergleich zur 3,0-Liter-Version des M 103.
Es gab ihn zunächst in den Modellen 300 E/TE/CE-24 und 300 SL-24 mit einem Hubraum von 2962 cm³ und Leistungen zwischen 162 (220) und 170 kW (231 PS). Später fiel diese Variante weg und es gab den Motor ab 1992 mit 2,8 und 3,2 l und einer Nockenwellenverstellung (zweistufiger Phasenversteller der Einlassnockenwelle). Diese späteren Ausführungen waren in der Literleistung etwas reduziert, um einen günstigeren Drehmomentverlauf zu bekommen. Mit 2,8 l leistete der Motor 142 (193) oder 145 kW (197 PS), mit 3,2 l 162 (220) oder 170 kW (231 PS).
Das Bild in der Infobox zeigt die AMG-Version mit 3,6 Litern Hubraum und 206 kW (280 PS), die es im W 124 (E 36 AMG) und W 202 (C 36 AMG) gab. Der Motor wurde in Handarbeit bei AMG grundlegend überarbeitet. Der größere Hubraum (Hub 92,4 mm; Bohrung 91 mm) ermöglicht ein höheres Drehmoment über ein breiteres Drehzahlband. Die leichten und standfesten Aluminium-Schmiedekolben werden durch zusätzliche Ölspritzdüsen gekühlt. Die Kurbelwelle ist feingewuchtet, Pleuel und Kolben sind ausgewogen und somit gepaart. Entscheidende Veränderungen betrafen auch den Zylinderkopf: Die Nockenwelle wurde modifiziert, die Luftkanäle strömungsgünstig bearbeitet und es wurden natriumgekühlte Ventile eingebaut. Eine modifizierte Motorsteuerung rundet das Maßnahmenpaket ab.
Mit der Nachrüstung eines Kaltlaufreglers können viele M 104 die Abgasnorm Euro 2 erreichen, was die Kfz-Steuer in Deutschland etwa halbierte. 
Oft müssen alte Motorkabelbäume wegen Isolationsdefekten ausgetauscht werden.
Bis 2017 fertigte die südkoreanische SsangYong Motor Company die M-104-Motoren als Lizenzbau für ihre Geländewagen.

## Einsatz

### M 104 E 28
| Verkaufsbezeichnung                                                                        | Baureihe                        | Bauzeitraum |
| ------------------------------------------------------------------------------------------ | ------------------------------- | ----------- |
| Hubraum: 2799 cm³, Leistung: 142 kW (193 PS) bei 5500/min, Drehmoment: 270 Nm bei 3750/min |                                 |             |
| E 280                                                                                      | W/V/S 124                       | 1993–1996   |
| SL 280                                                                                     | R 129                           | 1993–1998   |
| 300 SE 2.8/S 280                                                                           | W/V 140                         | 1992–1998   |
| C 280                                                                                      | W 202                           | 1993–1997   |
| E 280                                                                                      | W/S 210                         | 1995–1997   |
| Hubraum: 2799 cm³, Leistung: 145 kW (197 PS) bei 5800/min, Drehmoment: 265 Nm bei 3000/min |                                 |             |
| 280 E                                                                                      | W/V/S 124                       | 1992–1993   |
| Hubraum: 2799 cm³, Leistung: 148 kW (201 PS) bei 5500/min, Drehmoment: 277 Nm bei 3750/min |                                 |             |
| 2.8i                                                                                       | SsangYong Chairman H CM500S 2.8 | 1997–2014   |
| RX280                                                                                      | Y200 SsangYong Rexton I         | 2003–2006   |

### M 104 E 30
| Verkaufsbezeichnung                                                                        | Baureihe                   | Bauzeitraum |
| ------------------------------------------------------------------------------------------ | -------------------------- | ----------- |
| Hubraum: 2962 cm³, Leistung: 162 kW (220 PS) bei 6400/min, Drehmoment: 265 Nm bei 4600/min |                            |             |
| 300 E-24                                                                                   | W/S/C/A 124                | 1989–1993   |
| Hubraum: 2962 cm³, Leistung: 170 kW (231 PS) bei 6300/min, Drehmoment: 272 Nm bei 4600/min |                            |             |
| 300 SL-24                                                                                  | R 129                      | 1989–1993   |
| 036i 3.0–24V                                                                               | Isdera Spyder 036i 3.0–24V | 1989–1993   |

### M 104 E 32
| Verkaufsbezeichnung                                                                        | Baureihe                             | Bauzeitraum |
| ------------------------------------------------------------------------------------------ | ------------------------------------ | ----------- |
| Hubraum: 3199 cm³, Leistung: 162 kW (220 PS) bei 5500/min, Drehmoment: 310 Nm bei 3750/min |                                      |             |
| 320 E/E 320                                                                                | W/S/C/A 124                          | 1992–1997   |
| Hubraum: 3199 cm³, Leistung: 162 kW (220 PS) bei 5500/min, Drehmoment: 312Nm bei 3850/min  |                                      |             |
| —                                                                                          | Roewe W5                             | 2011–2017   |
| 3.2i                                                                                       | SsangYong Chairman H CM600 S/L 3.2   | 1997–2011   |
| 3.2i                                                                                       | SsangYong Chairman W CW600 S/L 3.2   | 2008–2008   |
| 3.2i                                                                                       | KJ SsangYong Korando                 | 1996–2006   |
| M320                                                                                       | DJ SsangYong Kyron                   | 2007–2014   |
| 3.2i                                                                                       | FJ SsangYong Musso/P100 Musso Sports | 1993–2006   |
| RX320                                                                                      | Y200 SsangYong Rexton I              | 2001–2006   |
| RX320                                                                                      | Y250 SsangYong Rexton II             | 2006–2012   |
| RX320                                                                                      | Y290/Y300 SsangYong Rexton W         | 2012–2017   |
| RJ320                                                                                      | RJ/AJ SsangYong Rodius/Stavic        | 2004–2019   |
| Hubraum: 3199 cm³, Leistung: 162 kW (220 PS) bei 5500/min, Drehmoment: 315 Nm bei 3850/min |                                      |             |
| E 320                                                                                      | W/S 210                              | 1995–1997   |
| Hubraum: 3199 cm³, Leistung: 170 kW (231 PS) bei 5800/min, Drehmoment: 310 Nm bei 4100/min |                                      |             |
| 300 SE                                                                                     | W/V 140                              | 1991–1993   |
| Hubraum: 3199 cm³, Leistung: 170 kW (231 PS) bei 5600/min, Drehmoment: 315 Nm bei 3750/min |                                      |             |
| SL 320                                                                                     | R 129                                | 1993–1998   |
| S 320                                                                                      | W/V 140                              | 1993–1998   |

### M 104 E 34
| Verkaufsbezeichnung                                                                        | Baureihe  | Bauzeitraum |
| ------------------------------------------------------------------------------------------ | --------- | ----------- |
| Hubraum: 3314 cm³, Leistung: 185 kW (252 PS) bei 5750/min, Drehmoment: 330 Nm bei 4500/min |           |             |
| 300 CE-24 3.4 AMG Cabriolet                                                                | A 124     | 1992–1993   |
| Hubraum: 3314 cm³, Leistung: 200 kW (272 PS) bei 6500/min, Drehmoment: 330 Nm bei 4500/min |           |             |
| 300 E/TE/CE-24 3.4 AMG                                                                     | W/S/C 124 | 1991–1993   |

### M 104 E 36
| Verkaufsbezeichnung                                                                             | Baureihe                         | Bauzeitraum |
| ----------------------------------------------------------------------------------------------- | -------------------------------- | ----------- |
| Hubraum: 3606 cm³, Leistung: 184 kW (250 PS) bei 6600/min, Drehmoment: 343 Nm bei 400/min       |                                  |             |
| 3.6i                                                                                            | SsangYong Chairman H/W Cx700 3.6 | 2007–2017   |
| Hubraum: 3606 cm³, Leistung: 195 kW (265 PS) bei 5750/min, Drehmoment: 385 Nm bei 3750–4500/min |                                  |             |
| E 36 AMG                                                                                        | S/C/A 124                        | 1993–1994   |
| Hubraum: 3606 cm³, Leistung: 200 kW (272 PS) bei 5750/min, Drehmoment: 385 Nm bei 3750–4500/min |                                  |             |
| E 36 AMG                                                                                        | S/C/A 124                        | 1994–1996   |
| G 36 AMG                                                                                        | W 463                            | 1994–1998   |
| Hubraum: 3606 cm³, Leistung: 206 kW (280 PS) bei 5750/min, Drehmoment: 385 Nm bei 4000–4750/min |                                  |             |
| C 36 AMG                                                                                        | W 202                            | 1993–1997   |
| E 36 AMG                                                                                        | W 210                            | 1995–1996   |